# Bernhard Finck von Finckenstein

Bernhard Finck von Finckenstein

Bernhard Gustav Wilhelm Graf Finck von Finckenstein (* 26. Dezember 1863 in Frankfurt (Oder); † 6. September 1945 in Potsdam) war ein deutscher General der Infanterie.

## Leben
Seine Eltern waren der preußische Oberstleutnant Konrad Finck von Finckenstein (1820–1884) und dessen Ehefrau die Mathilde, geborene Gräfin von Wartensleben (1835–1918), eine Tochter des Generals Gustav von Wartensleben.
Vom 20. Februar 1909 bis 3. Juli 1913 kommandierte Finck von Finckenstein das Garde-Schützen-Bataillon. Vom 4. Juli 1913 bis 9. September 1914 war er Kommandeur des Kaiser Alexander Garde-Grenadier-Regiment Nr. 1. Im Ersten Weltkrieg führte er unter anderem als Kommandeur die 4. Garde-Division bis zu deren Auflösung zum Kriegsende. Finck von Finckenstein wurde am 9. April 1918 der Orden Pour le Mérite verliehen.
Anlässlich des 25. Jahrestages der Schlacht bei Tannenberg erfolgte am 27. August 1939 die Verleihung des Charakters als General der Infanterie.
Finck von Finckenstein übte das Ehrenamt eines Ehrenkommendator des Johanniterordens aus.

## Familie
Er heiratete am 27. September 1896 in Suckow Rose-Marie von Arnim (1875–1952).